# ذعاقة سامة
ذَعَّاقَة سامَّة هو نبات مزهر استوائي وشبه استوائي، مستوطن في إفريقية من جنس ذعاقة في الفصيلة النرجسية. اسم الجنس العلمي يعني قاتل الثور وهو تحذير واضح من أن أكل النبات يمكن أن يكون قاتلًا للماشية.

## الاستخدامات
استخدم محليًا لصنع السم لفوقة الأسهم وفي علاج داء البابسيات للخيول.